# Condado de Schleicher
O Condado de Schleicher é um dos 254 condados do estado americano do Texas. A sede do condado é Eldorado, e sua maior cidade é Eldorado.
O condado possui uma área de 3 395 km² (dos quais 0,02 km² estão cobertos por água), uma população de 3461 habitantes, e uma densidade populacional de 1 hab/km² (segundo o censo nacional de 2010).
O condado foi fundado em 1887.